# Abenteuer in Warschau
Abenteuer in Warschau, polnischer Titel Dyplomatyczna żona, ist eine deutsch-polnische Filmproduktion, die im Jahr 1937 entstand. Es handelt sich um zwei verschiedene Filme mit der gleichen Handlung, aber abweichenden Dialogen, die eine Verfilmung der Operette Ein bißchen Komödie von Franz Grothes sind. Die Filme wurden abwechselnd in deutscher und in polnischer Sprache gefilmt. In der deutschen Version lag die Regie bei Carl Boese, in der polnischen bei Mieczysław Krawicz. Die weibliche Hauptrolle spielt in beiden Versionen Jadwiga Kenda. Die männlichen Hauptrollen in der deutschen Version sind mit Paul Klinger und Georg Alexander, in der polnischen mit Alexander Żabczyński und Jerzy Leszczyński besetzt. Außer der Hauptrolle von Jadwiga Kenda verbinden die beiden Filme auch einige weitere Schauspieler wie Loda Halama, Wanda Jarszewska, Igo Sym, Mieczysława Ćwiklińska, Helena Buczyńska und Maria Żabczyńska, während der Produktionsstab weitgehend getrennt ist, sogar das Bühnenbild und die Kamera.

## Handlung
Der südamerikanische Gesandtschaftsrat Henry de Fontana und seine Frau Jadwiga Janowska befinden sich auf der Hochzeitsreise in Paris. De Fontana bekommt die Nachricht, dass er der Gesandtschaft in Warschau zugeteilt worden ist, worüber das Paar nicht sehr glücklich ist. Jadwiga, eine gefeierte polnische Sängerin und Schauspielerin, hat ihrem frisch angetrauten Mann zuliebe darauf verzichtet, weiter auf der Bühne zu stehen. In Warschau kennt und liebt man sie besonders und gerade stand ein Gastspiel dort an. Jadwiga beschließt jedoch, noch einmal in ihre Heimat zu reisen, um ihre Wohnung aufzulösen und ihr wichtige Andenken mitzunehmen. Schweren Herzens willigt ihr Mann Henry in eine kurze Trennung ein und ist beruhigt, dass seine Frau inkognito unterwegs sein wird. Auf dem Bahnhof, wo das Paar sich verabschiedet, treffen sie mit der schönen jungen Witwe Ines Costello zusammen. Ines ist in De Fontana verliebt und rechnet sich eine Chance bei ihm aus, jetzt, da er allein zurückbleibt.
Jadwigas Versteckspiel geht jedoch nicht auf. Theaterdirektor Stanislaus Biliński, der vom polnischen Rundfunk und der Presse schon mit Fragen nach seinem Star gelöchert worden war, ohne eine befriedigende Antwort geben zu können, bekommt durch Zufall Kenntnis davon, dass Jadwiga sich in Warschau aufhält. Aber nicht nur das, er erfährt auch, dass sein Star geheiratet hat und auch wen. Mit diesem Wissen versucht er Jadwiga dazu zu bewegen, noch einmal aufzutreten. Sie versucht zwar, sich zu widersetzen, erfüllt aber ihren noch bestehenden Vertrag nach den flehentlichen Bitten von Biliński doch. Das Ensemble ist überglücklich, Jadwiga wieder unter sich zu haben. Auch die junge Soubrette Wanda gehört zu den Bewunderern der großen Sängerin und Jadwiga ist es dann auch, die durch ihre Fürsprache erreicht, dass Wanda von Biliński engagiert wird.
Der Diplomat Bernardo de Rossi, der schon früher um Jadwiga geworben hatte, bemüht sich nun erneut um sie, ohne zu wissen, dass sie mit dem ihm zugeteilten Gesandtschaftsrat Henry de Fontana verheiratet ist. De Fontana begibt sich selbst nach Warschau, ohne zu wissen, dass Ines ihm wiederum folgt. Nun nehmen Verwechslungen ihren Lauf, die dazu führen, dass Jadwiga letztendlich sogar einen neuen Vertrag für ein Gastspiel in Südamerika bei dem listig vorgegangenen Biliński unterschreibt, da sie glaubt, ihren Ehemann freigeben zu müssen. Wanda ist es, die sich einmischt und De Rossi  aufklärt und ihm sagt, wie es wirklich um Jadwiga steht.
Im Zug, der die Truppe nach Südamerika bringen soll, kommt es zu einem klärenden Gespräch zwischen den Eheleuten. Die Folge ist, dass das junge Paar aussteigt – Jadwiga wird bei ihrem Mann in Warschau bleiben. Auch Wanda hat ihr Glück in dem Operettenbuffo Jan gefunden, dem Mann, mit dem Biliński sie von Anfang an verkuppeln wollte, um nicht erneut eine seiner Sängerinnen zu verlieren.

## Produktionsnotizen
Die Dreharbeiten fanden Anfang 1937 in Paris und Warschau (u. a. in der Straße Krakowskie Przedmieście und auf einem Bahnhof) statt. Die Produktionsfirmen waren Polski Tobis, Warschau, und die Nerthus GmbH in Berlin. Die Premiere der polnischen Filmversion fand am 28. März 1937 statt, die der deutschen am 1. Februar 1938 im Berliner Primus-Palast. Bruno Balz lieferte wie stets die deutschen Gesangstexte zu den Liedern Michael Jarys. Für den gebürtigen Österreicher Igo Sym war dies der letzte deutschsprachige Filmauftritt, er blieb nach Ende der Dreharbeiten in Polen. Der Film selbst war die letzte deutsch-polnische Gemeinschaftsproduktion vor Ausbruch des Zweiten Weltkriegs. Abenteuer in Warschau wurde am 7. September 1939 von der reichsdeutschen Filmprüfstelle angesichts des Kriegszustandes mit Polen verboten.

## Polnische Version
Die Dialoge der polnischen Version, die den Titel Dyplomatyczna żona (Diplomatische Ehefrau) trägt, wurden dem Duktus der polnischen Sprache angepasst und erfuhren dadurch teilweise eine Veränderung. Konrad Tom schrieb die Dialoge für die polnische Version. In der polnischen Version wurde die männliche Hauptrolle, die in der deutschen Version Paul Klinger spielte, von dem in Polen populären Aleksander Żabczyński gespielt. Das traf auch auf einige weitere Rollen zu. Die Regie lag bei Mieczysław Krawicz.
Man nimmt an, dass die polnische Filmversion, von der nur wenige Fragmente gefunden wurden, während des Warschauer Aufstandes zerstört worden ist. Weitere Titel, mit denen der Film in Verbindung gebracht wird: Ein bißchen Komödie, Aventure à Varsovie sowie Un'avventura a Varsavia. Nachfolgend werden die Darsteller der polnischen Version aufgeführt:
- Jadwiga Kenda: Jadwiga Janowska
- Alexander Żabczyński: Henry de Fontana
- Jerzy Leszczyński: Bernardo de Rossi
- Michał Znicz: Direktor Stanisław Biliński
- Mieczysława Ćwiklińska: Apolonia
- Lena Żelichowska: Inez Costello
- Józef Kondrat: Kupka, Sekretär des Direktors
- Helena Grossówna: Wanda
- Wojciech Ruszkowski: Jan Wolski (John in German)
- Loda Halama: Volkstänzer
- Wanda Jarszewska: Eigentümerin eines Modesalons
- Igo Sym: Tenor
- Tadeusz Frenkel: Radioreporter
- Team Concert Juranda: Trat nur in der polnischen Version des Films auf
- Helena Buczyńska: eine Kellnerin in einer Konditorei
- Maria Żabczyńska: Hedwig, Magd

## Songs im Film
– Text jeweils Bruno Balz, Musik Michael Jary –
- So sind die Frauen, Foxtrott
- So tanzt man in Polen!, Foxtrott
- Heut’ singt mein Herz ein Lied vom Glück!, Walzerlied
- Schönes Fräulein Wanda …, Tango
- Das Schönste an der Liebe ist die Heirat!, Foxtrott, gesungen von Baby Gray und Robert Dorsay